# Emerson Whithorne
Emerson Whithorne (* 6. September 1884 in Cleveland, Ohio; † 25. März 1958 in Lyme, Connecticut) war ein US-amerikanischer Pianist und Komponist.
Whithorne trat bereits im Alter von fünfzehn Jahren als Pianist auf. Er war dann Schüler von Theodor Leschetizky und Robert Fuchs in Wien und von 1905 bis 1907 von Artur Schnabel in Berlin. Bis 1915 lebte er als Lehrer und Musikkritiker in London, danach wirkte er bis 1920 als Herausgeber einer Kunstzeitschrift in St. Louis und lebte dann als freier Komponist in New York. Zwischen 1907 und 1916 war er mit der Pianistin Ethel Leginska verheiratet.
Er komponierte zwei Sinfonien und fünf sinfonische Dichtungen, Orchesterstücke, darunter The Rain, The Aeroplane und New York Days and Nights, ein Klavier- und ein Violinkonzert, kammermusikalische Werke, Klavierstücke, Lieder, Ballette und Schauspielmusiken.